# Eastern Standard Time (Band)
Eastern Standard Time ist eine Ska-Jazz-Band aus Washington DC (USA).

## Geschichte
Eastern Standard Time wurde 1995 in Washington DC gegründet, im folgenden Jahr erschien mit „Take 5“ die erste EP auf WFN5 Records. Das erste Album „Second Hand“ wurde 1997 ebenfalls bei WFN5 Records released. Die Band erspielte sich schnell einen festen Platz in der internationalen Skaszene und tourt seit Ende der 1990er Jahre regelmäßig durch Europa, Kanada und die USA. Weitere Veröffentlichungen erschienen bei verschiedenen amerikanischen und europäischen Labels. 
Die Musik von Eastern Standard Time ist Ska-Jazz mit starken Reggae-, Soul- und anderen karibischen Einflüssen, sie gilt als hervorragende Liveband.

## Diskografie
- 1996: Take 5 (EP, WFN5 Records)
- 1997: Second Hand (WFN5 Records)
- 2000: Off the Clock (EP, 10"/CD, Leech Records)
- 2001: Time Is Tight (Grover Records)
- 2005: Tempus Fugit (Jump Up Records / Grover Records)
- 2005: Arrivals and Departures. Live (Megalith Records)